# Octrooi in Nederland

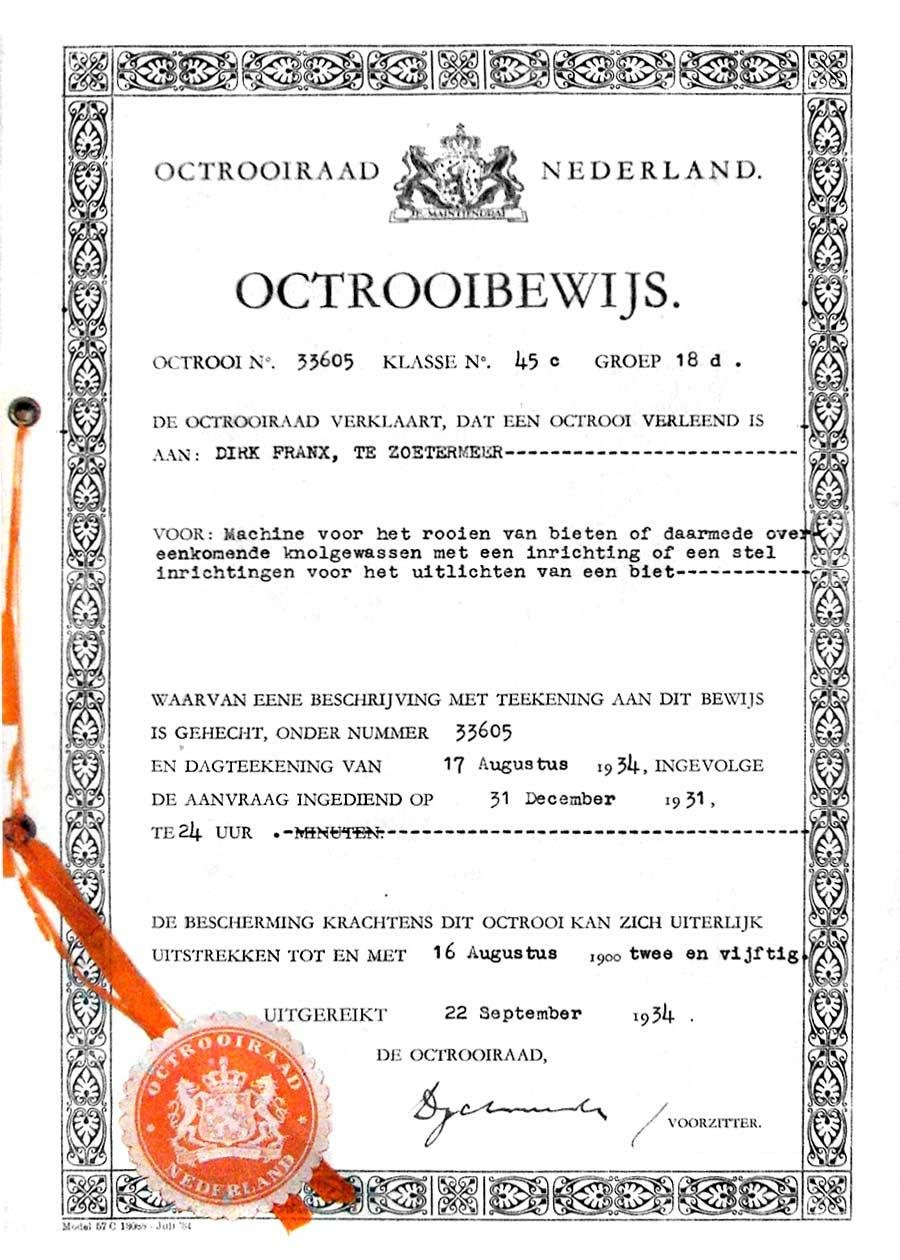
Octrooibewijs

Een octrooi of patent is een exclusief recht om een product, werkwijze of anderszins een uitvinding te exploiteren, zoals industrieel te vervaardigen of te verkopen. Octrooibescherming in Nederland is in nationale wetgeving geregeld, daarnaast zijn er internationale verdragen en is er EU-regelgeving. Een octrooi dat binnen Nederland geldig is, kan enkel voor Nederland zijn verleend via de Nederlandse Octrooiraad of voor maximaal 38 landen tegelijk via het Europees Octrooibureau. Octrooien in Nederland zijn geldig in Nederland (inclusief Caribisch Nederland), Curaçao en Sint Maarten. Aruba heeft zijn eigen octrooirecht.

## Octrooiaanvraag
In Nederland kan nu een octrooi aangevraagd worden langs drie wegen:
- De nationale weg, door via Octrooicentrum Nederland in Nederland een octrooi aan te vragen. De aanvraag leidt tot een registratieoctrooi dat alleen voor Nederland geldig is;
- De Europese weg, door via het Europees Octrooibureau een octrooi aan te vragen voor een aantal Europese landen tegelijk. Na toetsing leidt dit tot een "Europees" octrooi, dat na verlening in een 'bundel nationale octrooien' uiteenvalt. Het is echter niet mogelijk op deze manier direct een Nederlands (ongetoetst) octrooi te krijgen;
  - Na verlening van een Europees octrooi is er de weg van het unitair octrooi voor bescherming in 17 Europese landen: België, Bulgarije, Denemarken, Duitsland, Estland, Finland, Frankrijk, Italië, Letland, Litouwen, Luxemburg, Malta, Nederland, Oostenrijk, Portugal, Slovenië en Zweden;[1]

- De internationale weg, door via een nationale instantie die door de Wereldorganisatie voor de Intellectuele Eigendom erkend is een internationale octrooiaanvraag in te dienen. Langs deze weg kan men een Europees octrooi (zie boven) verkrijgen dat geldig is in Nederland. Het is echter niet mogelijk op deze manier direct een Nederlands (ongetoetst) octrooi te krijgen.

Een in Nederland verleend octrooi biedt geen bescherming tegen namaak in Duitsland of in de Verenigde Staten, in tegenstelling tot het auteursrecht, waar internationale verdragen automatisch wereldwijde bescherming bieden. De uitvinder moet in elk land apart een octrooiaanvraag indienen om daar bescherming te krijgen. Wel kan bij het Europees Octrooibureau, dat in Nederland een vestiging heeft in Rijswijk) patent voor een groot aantal (ongeveer 40) Europese landen aangevraagd worden. Het Europees Octrooibureau beoordeelt de aanvraag op inhoudelijke gronden en na verlening wordt de Europese octrooiaanvraag omgezet in een bundel nationale octrooien. Er is daarmee een Europees octrooi dat automatisch in heel Europa geldig is, maar dat vervolgens in alle 38 lidstaten afzonderlijk in stand moet worden gehouden. Er is een Europese Unie Verordening om een systeem voor een Gemeenschapsoctrooi op te zetten.
De meeste octrooiwetten geven een op zichzelf relatief eenvoudige regel omtrent de vraag wat octrooieerbaar is, zie bijvoorbeeld het Europees Octrooiverdrag: "Octrooien worden verleend voor uitvindingen die nieuw zijn, op uitvinderswerkzaamheid (een inventieve stap) berusten en vatbaar zijn voor toepassing op het gebied van de nijverheid". Een octrooieerbare uitvinding is bijvoorbeeld een idee of uitvinding die niet vanzelfsprekend simpel is (maar wel inventief), en die wereldwijd nieuw is. De uitvinding mag dus nergens eerder zijn gepubliceerd of beschreven. Over wat 'vanzelfsprekend simpel' inhoudt, bestaan weleens meningsverschillen. Een rechter dient dan bijvoorbeeld de knoop door te hakken. Het Europees Octrooibureau gebruikt doorgaans de 'problem-solution approach' om na te gaan of een uitvinding voldoende inventief is. De laatste jaren is er een controverse gaande over de vraag of genen octrooieerbaar zijn.

## Geschiedenis

### Eerste octrooi
De eerste octrooien werden door de Nederlandse overheid verleend aan het eind van de 16e eeuw, enerzijds om uitvindingen en ontdekkingen te beschermen en anderzijds om door middel van premies een oplossing te zoeken voor bestaande problemen. Het eerste octrooi werd in 1584 aan Simon Stevin verleend voor een waterpomp. Ook ondernemingen konden in die tijd een octrooi krijgen; in 1602 kreeg de Vereenigde Oostindische Compagnie een octrooi om handel te drijven in Indië via Kaap de Goede Hoop of Straat Magellaan.
De eerste wet op octrooien werd in Nederland ingevoerd op 25 januari 1817. Hier werd echter door Nederlandse bedrijven weinig gebruik van gemaakt. Wel probeerden buitenlandse bedrijven door middel van een invoeroctrooi hun concurrentiepositie in Nederland veilig te stellen. Op 25 juli 1867 werd deze wet echter in het geheel ingetrokken. In 1869 werd de Octrooiwet van 1817 afgeschaft. Men vond dat een octrooiwet belemmerend op de ontwikkeling werkte. In 1870 zou Nederland de Conventie van Parijs tekenen, die inhield dat Nederland zijn wetgeving op industrieel eigendom zou moeten aanpassen, echter alleen voor fabrieks- en handelsmerken. Nederland kon, net als Zwitserland, nog steeds een eigen koers met betrekking tot octrooien volgen. In 1883 werd in Parijs het Unieverdrag bekrachtigd. Nadat Zwitserland in 1888 toch besloot tot invoering van octrooiwetgeving was Nederland in feite het enige Europese land waar dit nog niet was vastgelegd. Politiek gezien was deze positie van Nederland niet langer houdbaar (internationaal werd Nederland bestempeld als een volk van vrijbuiters), daarom werd in 1893 door de Nederlandse regering op een congres te Madrid de toezegging gedaan om een voorstel naar de Tweede Kamer te sturen. De discussie die dit teweegbracht zorgde ervoor dat het pas in 1905 lukte om daadwerkelijk een wetsvoorstel in te dienen (Nederland zou anders uit de Unie van Parijs worden gezet, en de fabrieks- en handelsmerken van de Nederlandse industrie verliezen). Deze wet zou uiteindelijk in 1910 door de Eerste en Tweede Kamer worden aangenomen. In 1912 werd de Octrooiraad geïnstalleerd en was de Nederlandse octrooiwet operationeel.

### Rijksoctrooiwet 1910
In 1912 trad de Rijksoctrooiwet 1910 in werking. Deze wet richtte de Octrooiraad op die voortaan octrooien moest toetsen. Alle vanaf 1912 ingediende octrooiaanvragen (tot aan 1995) werden vanaf dat tijdstip voor de daadwerkelijke octrooiverlening getoetst drie wettelijke vereisten:
- de eis van nieuwheid, dat wil zeggen dat de uitvinding nergens ter wereld openbaar bekend mag zijn, ook niet door toedoen van de uitvinder/aanvrager zelf.
- de eis van inventiviteit (uitvinderwerkzaamheid), dat wil zeggen dat men geen octrooi kan krijgen voor een idee, dat logisch voortvloeit, of door een deskundige kan worden afgeleid, uit de stand van de techniek. Het moet dus gaan om een echte 'vondst' en niet iets waar elke vakman op het desbetreffende gebied vanzelf op zou komen.
- de eis van industriële toepasbaarheid, dat wil zeggen dat een uitvinding waarop octrooi aangevraagd wordt, gebouwd moet kunnen worden, toegepast moet kunnen worden en moet werken. "Industrieel toepasbaar" wil niet zeggen dat alleen machines geoctrooieerd kunnen worden. Maar de uitvinding moet wel geschikt zijn om gemaakt te worden in de industrie.

De kwaliteit van de toetsing in Nederland door de Octrooiraad stond internationaal hoog aangeschreven. Door de verandering van de verantwoordelijkheid werd de functie gouvernements-solliciteur vervangen door de octrooigemachtigde.

## Huidig recht
Door de oprichting van het Europees Octrooibureau met het Europees Octrooiverdrag in de jaren tachtig konden aanvragen ook voor meerdere landen tegelijk ingediend worden. Hierdoor nam het aantal bij de Octrooiraad ingediende octrooiaanvragen gestaag af. Als gevolg daarvan was het niet meer mogelijk om voor alle gebieden van de techniek deskundige vooronderzoekers in dienst te hebben en aan het werk te houden. Ook de verleningprocedure onder de Rijksoctrooiwet 1910 vormde voor veel ondernemers een (te) hoge drempel om over te gaan tot octrooibescherming. Mede onder invloed van internationale ontwikkelingen werd een nieuwe wet ontworpen, deze werd in 1995 ingevoerd, de Rijksoctrooiwet 1995. Daarmee werd een registratiesysteem voor octrooien ingevoerd (registratieoctrooi), die er in voorzag dat Nederlandse octrooiaanvragen niet langer getoetst, maar enkel geregistreerd worden. Binnen deze wet werd het mogelijk goedkoper en sneller octrooi aan te vragen, zonder het jaren durende inhoudelijke onderzoek en zonder toetsing. Er was een Overgangsregeling voor aanvragen die vóór de invoering van de Rijksoctrooiwet 1995 waren ingediend. Die werden door de Octrooiraad nog volgens de regels van de Rijksoctrooiwet 1910 afgehandeld.
Deze Rijksoctrooiwet uit 1995 is op 5 juni 2008 aangepast. Op elke aanvraag werd volgens dit "registratiesysteem" zonder inhoudelijke toetsing, een octrooi verleend. In de wet van 1995 waren er twee vormen: een octrooi dat 20 jaar geldig is, en een octrooi dat slechts zes jaar geldig is. In de aanpassing van de Rijksoctrooiwet van 2008 is het 6-jarige octrooi komen te vervallen. Om een 20-jarig octrooi te verkrijgen, dient een verzoek om een nieuwheidonderzoek te worden ingediend. De uitslag van een dergelijk nieuwheidonderzoek geeft doorgaans een goede indicatie, of de geclaimde uitvinding voldoende nieuw en inventief is ten opzichte van de stand van de techniek om zinvolle octrooibescherming te kunnen geven. De uitslag is echter niet van belang voor de octrooiverlening. De toetsing aan de nieuwheid vindt pas na octrooiverlening plaats door de rechter. Het (twintigjarig)octrooi wordt dus verleend onafhankelijk van de inhoud van het nieuwheidsrapport. Bij verlening van octrooien voor invoering van de ROW 1995 vond een inhoudelijke toetsing vooraf plaats. Een verleend Nederlands octrooi kan gedurende de gehele looptijd bijvoorbeeld door een derde voor de rechter worden 'aangevallen' in een nietigheidsprocedure. De waarde c.q. kracht van een Nederlands registratieoctrooi wordt dus pas na verlening, in rechte, bepaald, althans indien het octrooi onderwerp wordt van een juridisch geschil. Voordeel van het registratiesysteem is het gemak en snelheid waarmee octrooi kan worden verkregen, alsmede de lagere kosten voor de octrooihouder.
Sommigen menen dat een registratieoctrooi de rechtszekerheid aantast, aangezien de geldigheid van een registratieoctrooi niet relevant is voor de beslissing het octrooi te verlenen. Dit is maar ten dele waar. Zo geeft de uitslag van een nieuwheidsonderzoek een goede indicatie of het octrooi op een octrooieerbare (nieuwe en inventieve) uitvinding is gebaseerd. Bovendien wordt meestal een octrooi-expert, de octrooigemachtigde, ingeschakeld om de octrooiaanvraag op te stellen.
De Rijksoctrooiwet 1995 blijft voor octrooihouders een waardevolle aanvulling vormen op het Europese octrooisysteem. De voorwaarden (nieuwheid, inventiviteit en industriële toepasbaarheid) zijn nog steeds van kracht. Bij het beoordelen van de aanvraag spelen deze inhoudelijke eisen geen rol, omdat Nederland het ongetoetste octrooi kent (het zogenaamde registratieoctrooi). Dit betekent dat het octrooi altijd wordt verleend. De inhoudelijke toetsing vindt pas achteraf plaats bij de rechter als er een conflict ontstaat over het verleende octrooi. Daarbij kan NL Octrooicentrum door de rechter om advies worden gevraagd. Een aanvrager is er dus zelf verantwoordelijk voor of de uitvinding die met een octrooi is beschermd aan de eisen voldoet.

### Voornemen aanpassing wetgeving (2020)
De Nederlandse regering werkt aan het voornemen, de Rijksoctrooiwet 1995 (ROW) te veranderen. De wijzigingen moeten er voor zorgen dat met name kleinere en startende ondernemingen en individuele uitvinders beter in staat worden gesteld om van het nationale octrooisysteem te profiteren. In December 2020 stuurde de minister van Economische Zaken en Klimaat de beleidsnota Modernisering Rijksoctrooiwet 1995 voor het mkb naar de Tweede Kamer. Daar is het onderwerp in behandeling bij de Vaste commissie voor economische zaken en klimaat. Het ministerie van EZK heeft aangegeven de suggestie te zullen opvolgen afkomstig uit het mkb, om in Nederland weer alle octrooiaanvragen standaard te toetsen.

### Unitair octrooi en Unified Patent Court (2023)
Sinds 1 juni 2023 is er een nieuwe keuzemogelijkheid na verlening van een Europese aanvraag, het zogenaamde unitair octrooi, dat is één octrooi voor 17 aangesloten Europese landen.
Vanaf 1 juni 2023 is er ook een nieuwe rechtbank voor octrooirechtszaken in 17 Europese landen. Het Unified Patent Court (UPC) beslist over inbreukzaken en nietigheidszaken bij Europese octrooien en unitaire octrooien.

## Verder lezen
- Gerard Doorman, Octrooien voor uitvindingen in de Nederlanden uit de 16e-18e eeuw (1940).
- Jan Louis Reinier Anthony (“Toon”) Huydecoper, Industriële eigendom, deel 1 Bescherming van technische innovatie (2002) Kluwer, ISBN 9789026840418.